# 布萊恩 (密蘇里州)
布萊恩（英語：Blaine）是位於美國密蘇里州弗農縣的非建制地區。

## 歷史
布萊恩的郵局於1884年設立，其後於1888年停運。

## 地理
布萊恩所處的海拔為高於海平面234米（即768英呎），而該地所採用的時區為UTC-6，即北美中部時區（CST）。同時該地設有夏令時間，為UTC-6調快一小時，即UTC-5（CDT）。